# Pedra de Altuna
A Pedra de Altuna (em sueco:  Altunastenen) é uma pedra rúnica com uma inscrição e algumas gravuras, datada para o século XI da Era Viquingue, e exposta ao público no exterior da Igreja de Altuna (Altuna kyrka), na província histórica da Uppland. A autoria desta peça é atribuída a um gravador de runas chamado Balle. Tem uma inscrição com um conteúdo trágico - talvez um assassinato, e algumas imagens mitológicas, entre as quais uma representando o deus Tor pescando, e em luta com a serpente de Midgård (Midgárðsormr). 
Foi encontrada em 1918 numa parede da Igreja de Altuna, e encontra-se presentemente no exterior da mesma igreja.

## Texto da pedra
A pedra contém um texto e gravuras.
Transliteração:
uifasþtr + fulkahþr + kuþar + litu + resa + sþten + ʀþti + sen + faþur + ulfasþ + arfast beþi + feþrkag + burnu + e(n) ... + bali + fresþen + liþ + lifsþen... …
Tradução:
Vifast, Folkad, Gudvarr(?) mandaram erigir esta pedra em memória de seu pai Holmfast e de seu irmão Arnfast. Pai e filho foram queimados vivos. E Balle e Frösten, discípulos de Livsten, (gravaram)
Gravuras:
Num lado estreito: Figuras da mitologia nórdica - O deus Thor vai à pesca num barco, e quando tenta puxar a linha, a serpente de Midgård (Midgárðsormr) agarra a presa e desencadeia uma luta de gigantes entre os dois.

No lado da frente: Uma águia, ou falcão, ataca um animal parecido com um cavalo.